# Кричка
Кри́чка — село Івано-Франківського району Івано-Франківської області. Входить до складу Солотвинської селищної громади. Відстань до Богородчан становить близько 29 км і проходить автошляхом "P38".

## Назва
За народними переказами, назва поселення походить з часів монголо-татарської навали. Люди тоді тікали з низинних територій від загарбників у верхів'я. Великий гурт людей зупинився в глибокому яру, який сховав їх від ворогів. Перші поселенці назвали тоді це місце Скритка. З часом ця назва трансформувалася в Кричка.
За дослідженням науковця М.Л. Худаша, назва села походить від діалектного слова криця — туга масна глина. За іншою гіпотезою, назва поселення виникла від найменування урочища. В основі даного мікротопоніма лежить апелятив кричка — невелике підвищення, пор. крич — підвищення.

## Історія
Село Кричка на початку XIX ст. входила до округу Солотвина.
У червні 1848 року було проведено вибори до австрійського парламенту від Солотвинського виборчого округу.  Депутатом до парламенту було обрано Івана Капущака.
На честь скасування панщини у селі був покладений хрест, його поклав житель села Демків Захарій.
У 1866 році відбувся новий адміністративно-територіальний поділ і Кричка стала відноситися до Богородчанського округу, додаткового округу Солотвина.
У 1892 році Кричка перейшла у власність набільшого землевласника Галичини, чеського барона Йоана Лібіса[джерело?].
У селі, на кінець XIX ст. був водяний млин. Було кілька магазинів "Корчма", які утримувались євреями.
Станом на 28 липня 1886 року в селі засновано однокласну народну загальну початкову школу.За даними обласного управління Міністе́рства держа́вної безпе́ки СРСР у 1949 р., в тодішньому Солотвинському районі підпілля ОУН найактивнішим було в селах Гвізд, Манява і Кричка.

## Церква

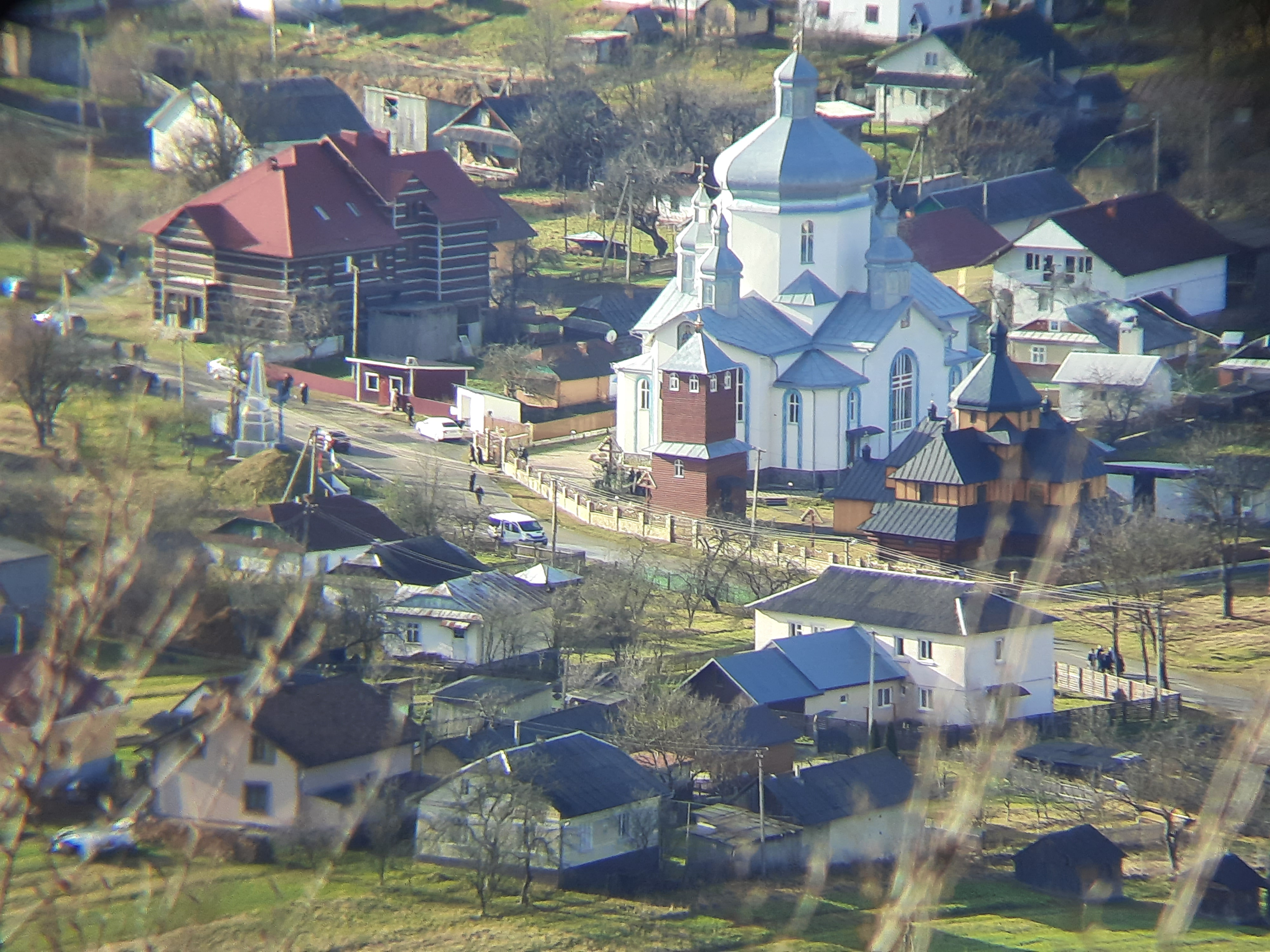
Вид на церкву з Погари

Церква Святої Параскеви Сербської зведена в 1820 році. Належить до ПЦУ. Настоятелем церкви є митр. прот. Василь Вінтоняк.
10 листопада 2013 року Високопреосвященний Іоасаф, митрополит Івано-Франківський і Галицький УПЦ КП, звершив чин освячення нового храму.
.

## Відомі люди

### Народились
- Левицький Володимир Софронович — український політичний діяч.

Семенів Яків Іванович – “Дуб”, “Рінь”, “Удуд” (1908, с. Кричка Богородчанського р-ну Івано-Франківської обл. – 18.07.1952). Член ОУН. Господарчий кущового (1945-1946), кущовий ОУН у Солотвинському р-ні (1947-04.1952). Захоплений у полон опергрупою Солотвинського РВ УМДБ в с. Кричка 10 квітня 1952 р. Засуджений до ВМП. Розстріляний.

## Примітки

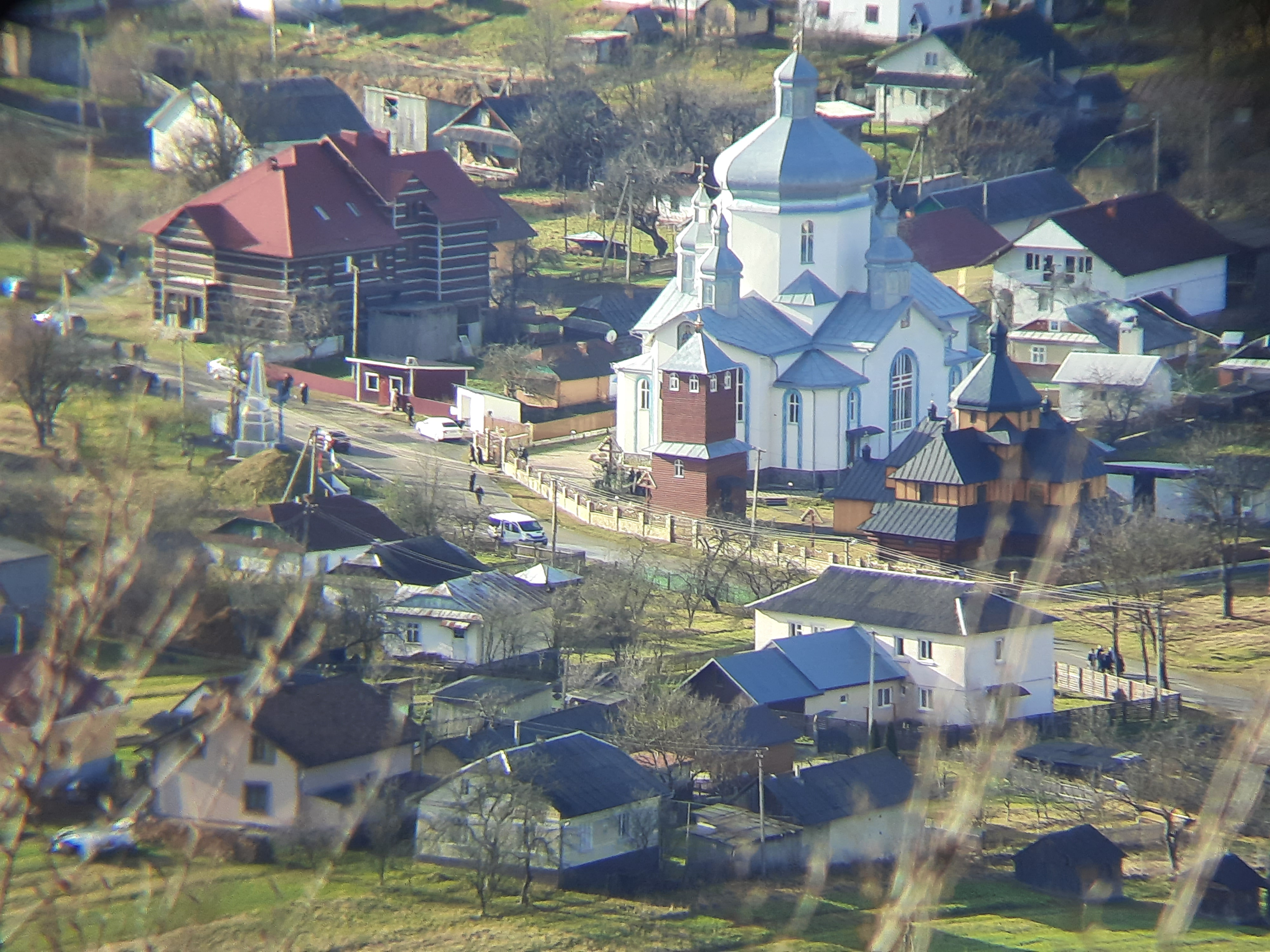
Водохреще 2024 року.

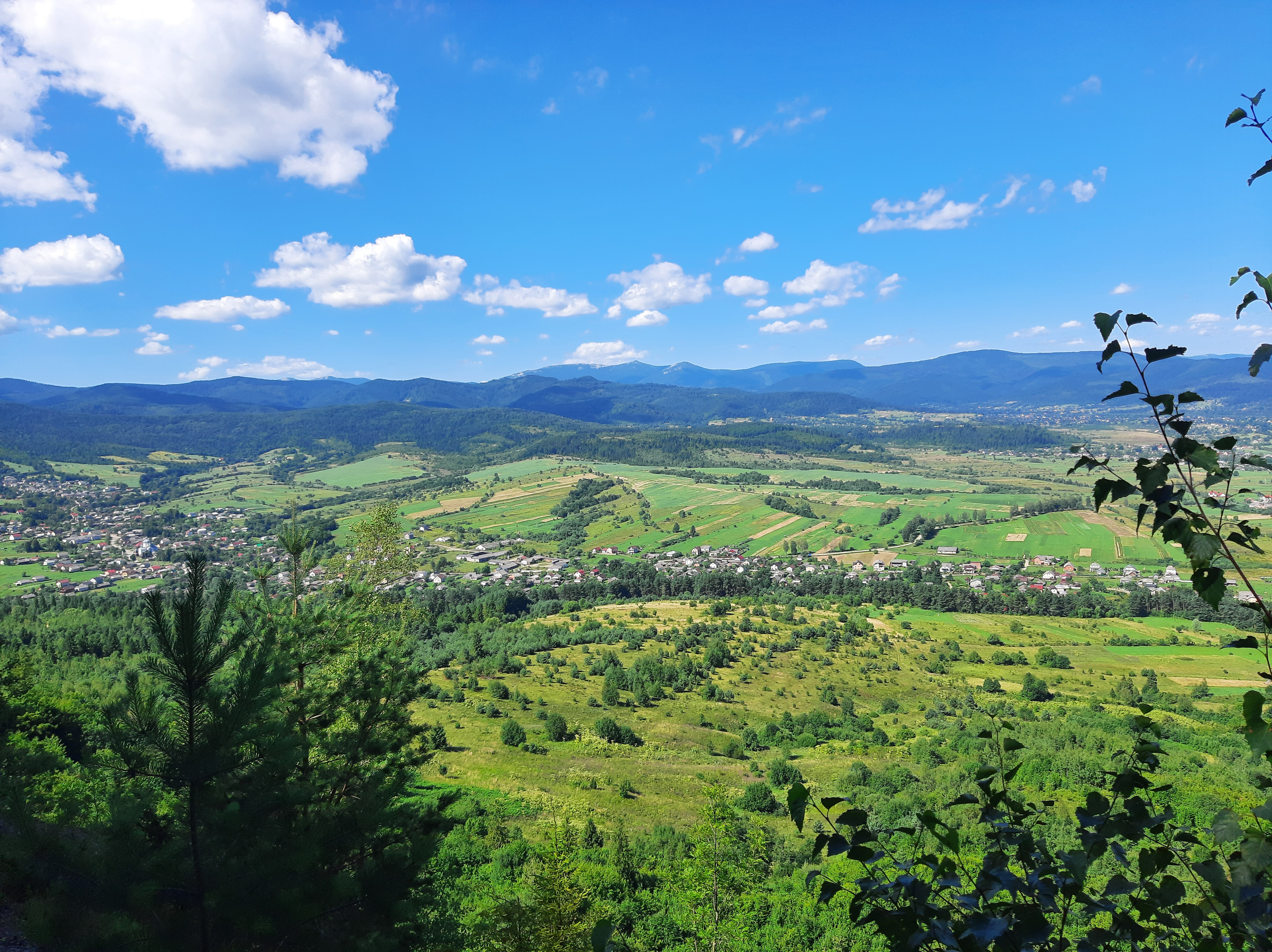
Кричка

### Померли
- Яськів Василь Михайлович — командир куреня УПА «Сивуля», лицар Бронзового хреста бойової заслуги УПА.